# 질량 간극
양자역학에서 질량 간극(質量間隙, mass gap)은 바닥 상태의 에너지와 가장 낮은 들뜬 상태의 에너지의 차이다.

## 수학적 정의
주어진 실수 장 {\displaystyle \phi (x)}에 대하여 상관 함수가 다음과 같은 성질을 가지면
{\displaystyle \langle \phi (0,t)\phi (0,0)\rangle \sim \sum _{n}A_{n}\exp \left(-\Delta _{n}t\right)}
{\displaystyle \Delta _{0}>0}
해밀토니언 스펙트럼에서의 최소 에너지에 의해 질량 간극이 생긴다.

## 같이 보기
- 콜먼-맨듈라 정리